# Carl Fredrik Hagen
Carl Fredrik Hagen (Oppegård, Akershus, 26 de setembre de 1991) és un ciclista noruec, professional des del 2015 fins al 2024. Combinava la carretera amb el ciclisme de muntanya.

## Palmarès en ciclisme de muntanya
- 2015
  -  Campió de Noruega en marató
- 2016
  -  Campió de Noruega en marató

## Palmarès en ruta
- 2017
  - Vencedor d'una etapa al Tour d'Alsàcia
- 2018
  - 1r al Tour del Jura

### Resultats a la Volta a Espanya
- 2019. 8è de la classificació general
- 2022. 34è de la classificació general

### Resultats al Giro d'Itàlia
- 2020. 42è de la classificació general